# Али (авиабаза)
Али́ (араб. قاعدة الإمام علي الجوية‎) — военная авиабаза, расположенная возле города Насирия (Ирак). По неизвестным причинам в 1990—2000-х годах в западных публикациях она упоминалась как Таллиль (англ. Tallil, араб. قاعدة طليل الجوية‎), хотя в реальности никогда не носила это название.
Авиабаза была построена в 1970-х годах и активно использовалась военно-воздушными силами Ирака в период войны с Ираном (1980—1988). Во время войны в Персидском заливе (1991) база была занята американскими войсками. После завершения боевых действий иракская авиация её уже не использовала. 
В 2003 году база была вновь занята войсками США. По состоянию на 2008 год на ней базируется 407-я экспедиционная авиагруппа ВВС США (военно-транспортные самолёты C-130). На базе также присутствуют армейские подразделения, называющие её Кэмп-Аддер (англ. Camp Adder).
Авиабаза имеет две взлётно-посадочные полосы (длиной 3650 и 2950 м).
Поблизости от базы (внутри её периметра безопасности) находятся руины древнего шумерского города Ур, включая зиккурат в Уре.